# Rosario María Gutiérrez Eskildsen
Rosario María Gutiérrez Eskildsen (* 16. April 1899 in Villahermosa; † 12. Mai 1979 in Mexiko-Stadt) war eine mexikanische Romanistin und Hispanistin  dänischer Abstammung.

## Leben und Werk
Rosario María Gutiérrez Eskildsen wuchs in Villahermosa auf, wirkte in Mexiko als Lehrerin und studierte in Mexiko-Stadt, sowie an der Columbia University bei Tomás Navarro Tomás und Federico de Onís. 1934 schloss sie ihr Studium an der Escuela normal superior in Mexiko-Stadt ab mit der Arbeit Prosodia y fonética tabasqueñas (Mexiko 1978). 1941 beendete sie  ihr Studium an der Nationalen Autonomen Universität von Mexiko mit der Arbeit El habla popular y campesina de Tabasco. Sie promovierte ebenda 1944 mit der Arbeit Substrato y superestrato del español de Tabasco (Substrat und Superstrat des Spanischen von Tabasco; Mexiko 1978) und wirkte weiterhin als Pädagogin. In Mexiko wurde ihr große Anerkennung zuteil. Zahlreiche Einrichtungen tragen ihren Namen.

## Weitere Werke
- Héroes civiles y mexicanos notables, Mexiko 1950
- Cartilla para enseñar española, Mexiko 1966, 1971
- Introducción a la gramática estructural, Mexiko 1972, 1973, 1975, 1976, 1978
- Cómo hablamos en Tabasco y otros trabajos, Mexiko 1981
- Vocabulario de nahuatlismos, Villahermosa 1987